# Mordellistena maynei
Mordellistena maynei là một loài bọ cánh cứng trong họ Mordellidae. Loài này được Píc miêu tả khoa học năm 1929.

## Hình ảnh

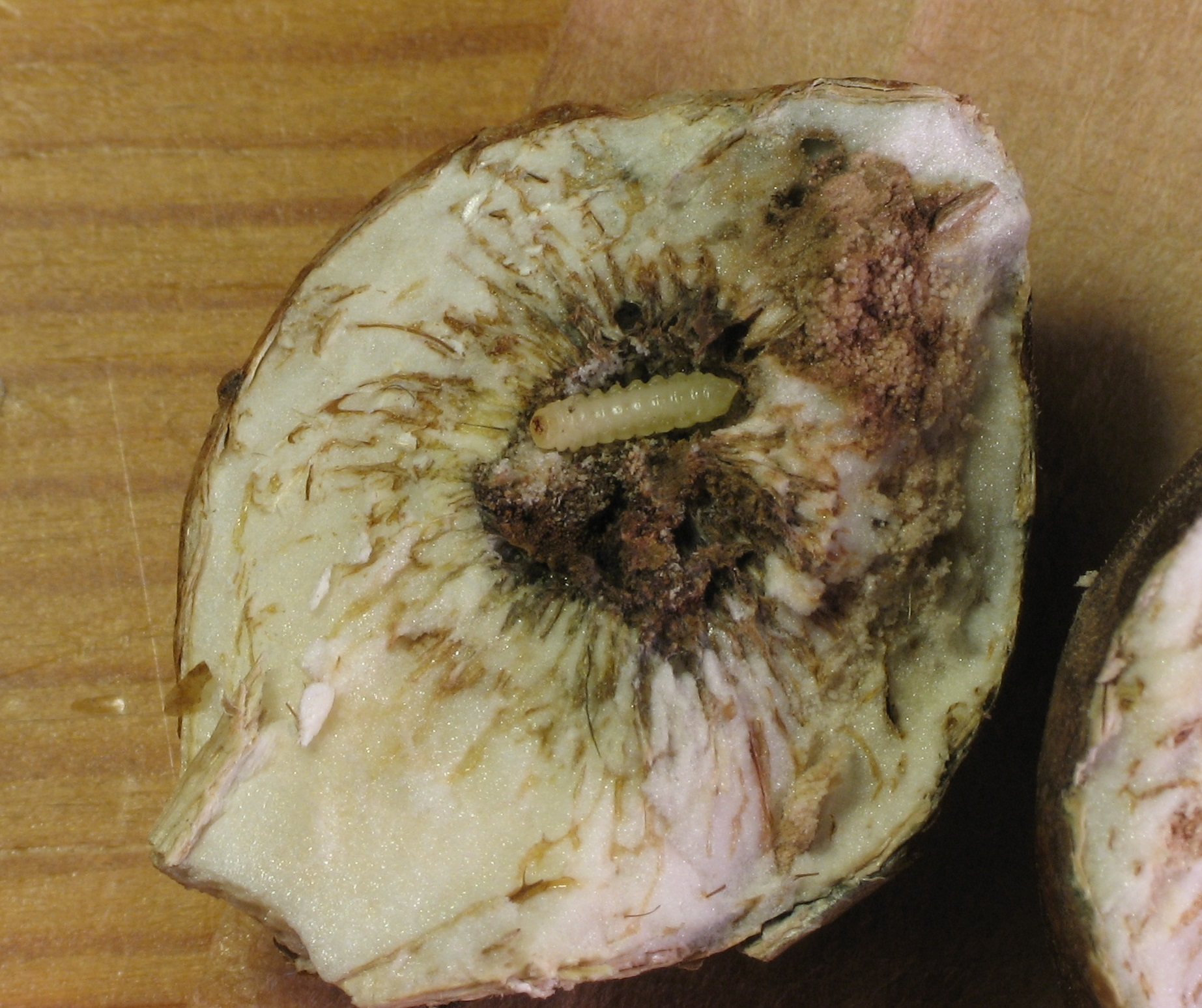